# Медальон

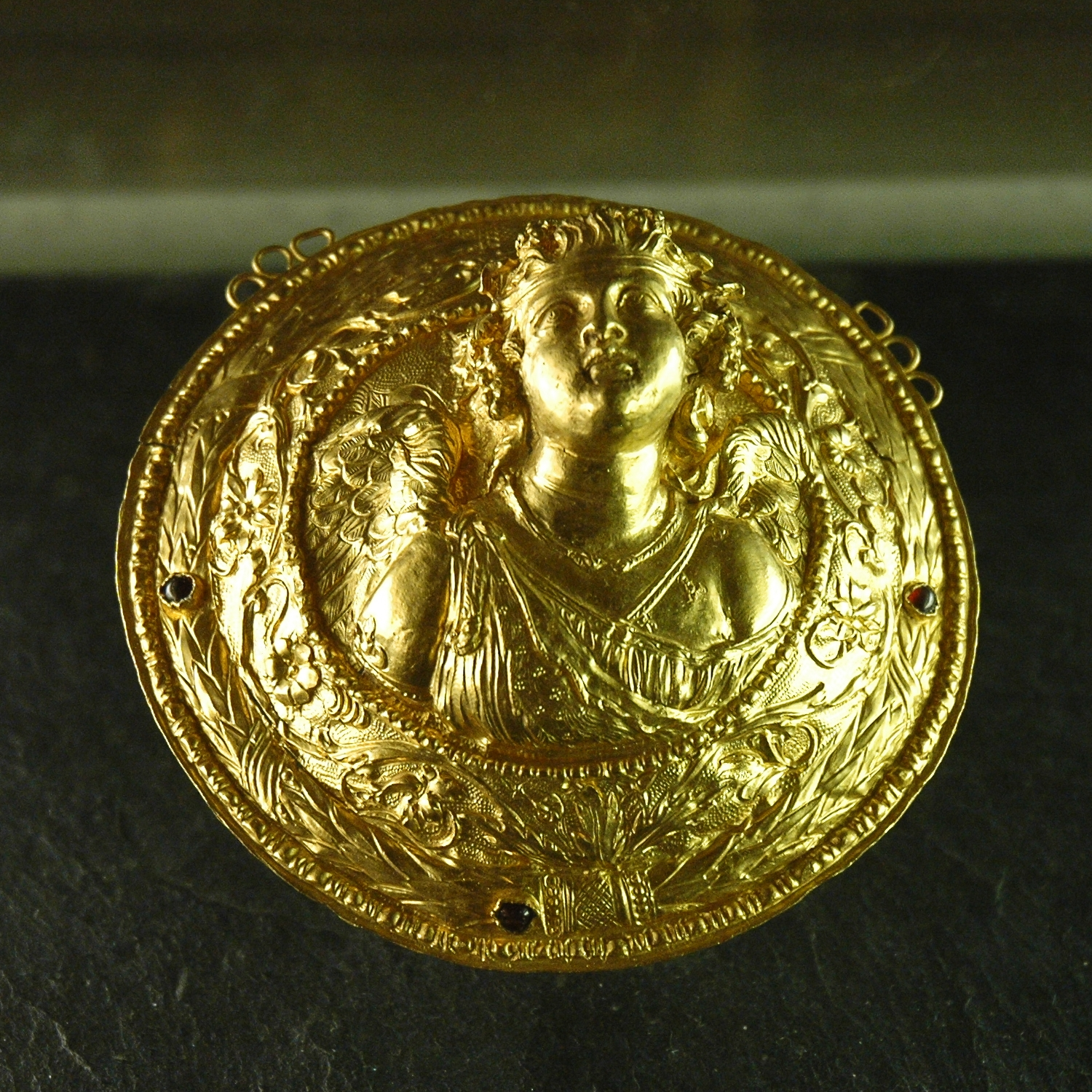
Медальон с Эротом. Древняя Греция. 3 в. до н.э. Лувр, Париж

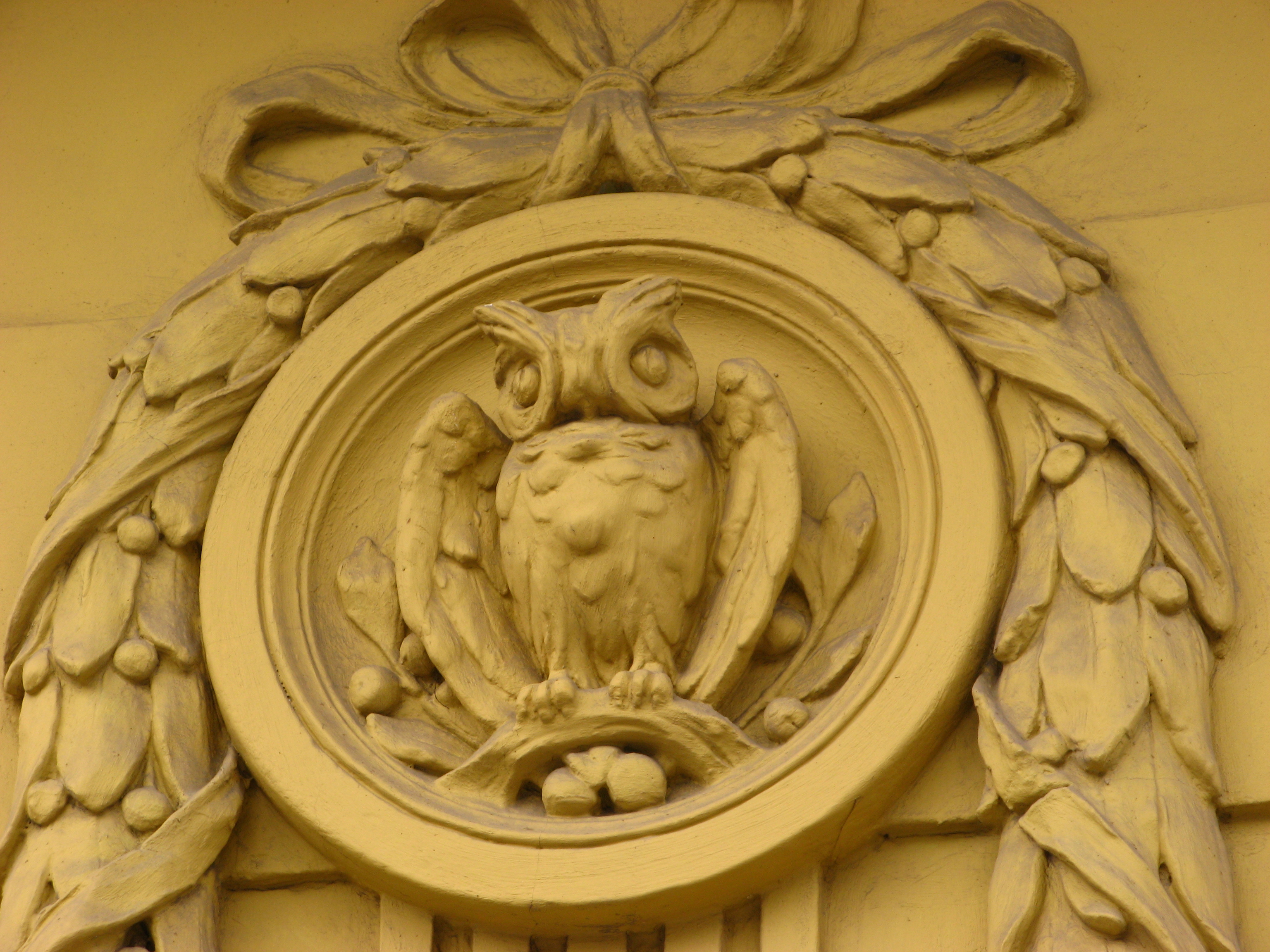
Медальон «Сова». Львов

Медальон (через нем. medaillon или фр. médaillon, от итал. medaglione, увеличительное от medaglia — медаль) — украшение или памятный знак круглой или овальной формы.

## История
Своему происхождению медальон обязан Древнему Риму, так там называли круглый диск, который вручали военачальнику во время триумфа. Он был похож на большую золотую монету, но крепился на цепочку и был богато разукрашен.
Со времен правления Августа выпускались медальоны, как особо крупные монеты, предназначенные для награждения военачальников, приближенных, зависимых от Рима правителей государств или вождей племен. Памятный характер медальонов подчеркивается обилием украшений и помещенными на них изображениями, игр, празднеств, триумфов. Первоначально изготовлялись из золота, впоследствии — также из серебра и меди. По своему предназначению медальоны были близки современным памятным медалям.

## Ювелирное изделие

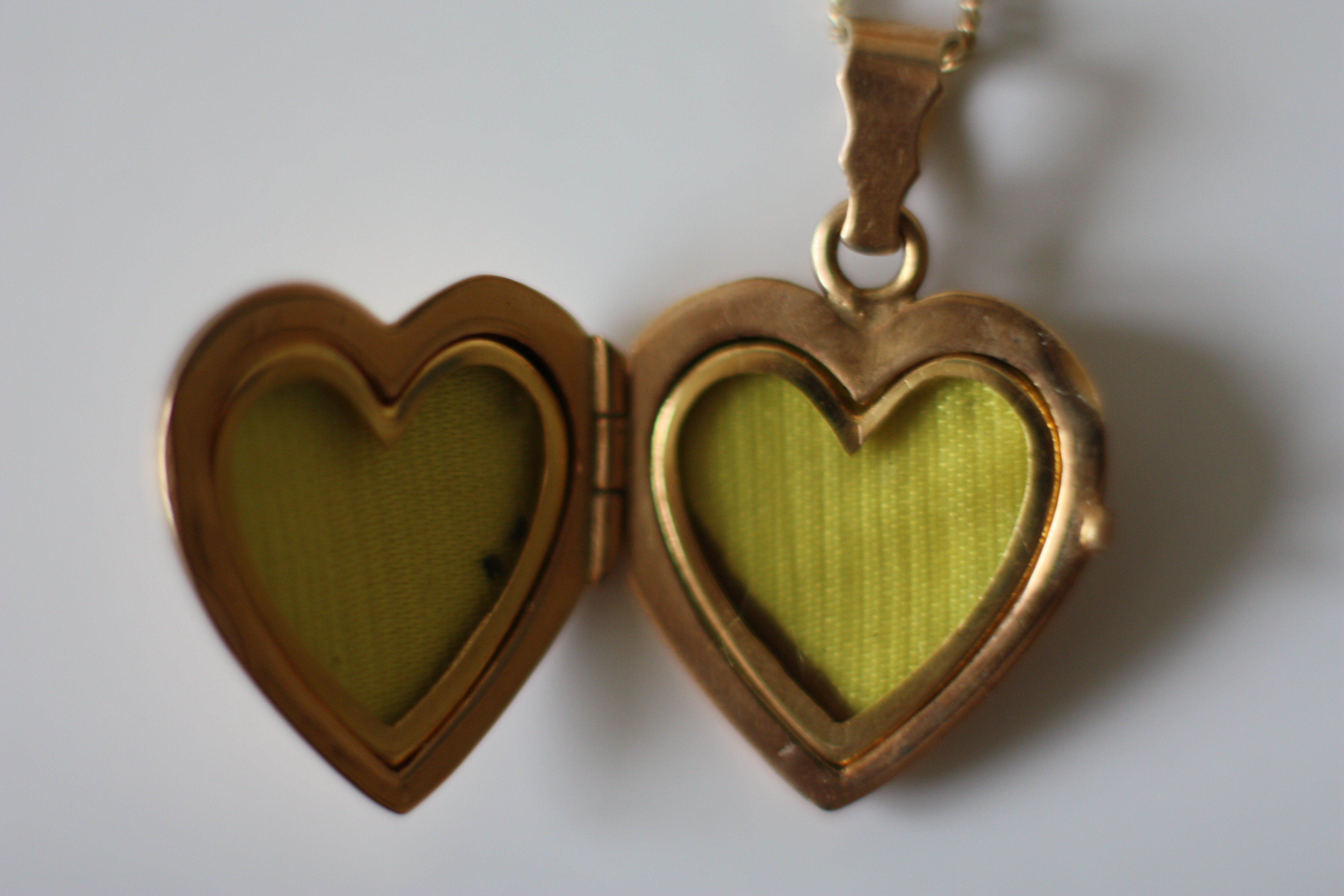
Медальон в форме сердечка

Делается в виде плоской коробочки из серебра, золота или сплавов. Как правило, форма — круглая или овальная, изредка — прямоугольная или более сложная. Внешняя сторона коробочки может быть отполированной, или же украшается гравировкой, финифтью или в другой технике. Внутри помещается миниатюрный портрет, реликвия, талисман. Носят медальон, как правило, на шее на цепочке, шнурке или на ленте. См. также: Кулон.
Медальоном может называться и небольшой портрет, или вообще рисунок, имеющий круглую или овальную форму и оправленный рамкой. Иногда такие медальоны могут иметь ушко, для того, чтобы вещь можно было носить на цепочке или на шее.
Медальоны известны со Средних веков. В те времена обычным содержанием медальона были святые реликвии или же локоны возлюбленных. Медальоны были особо популярны в XVIII и первой половине XIX веков, в эпоху романтизма. Их украшали миниатюрами, драгоценными камнями, гравированным и черневым рисунком, сканью, зернью. Медальоны носили на цветной и чёрной ленте, вставляли в браслеты.

## В архитектуре

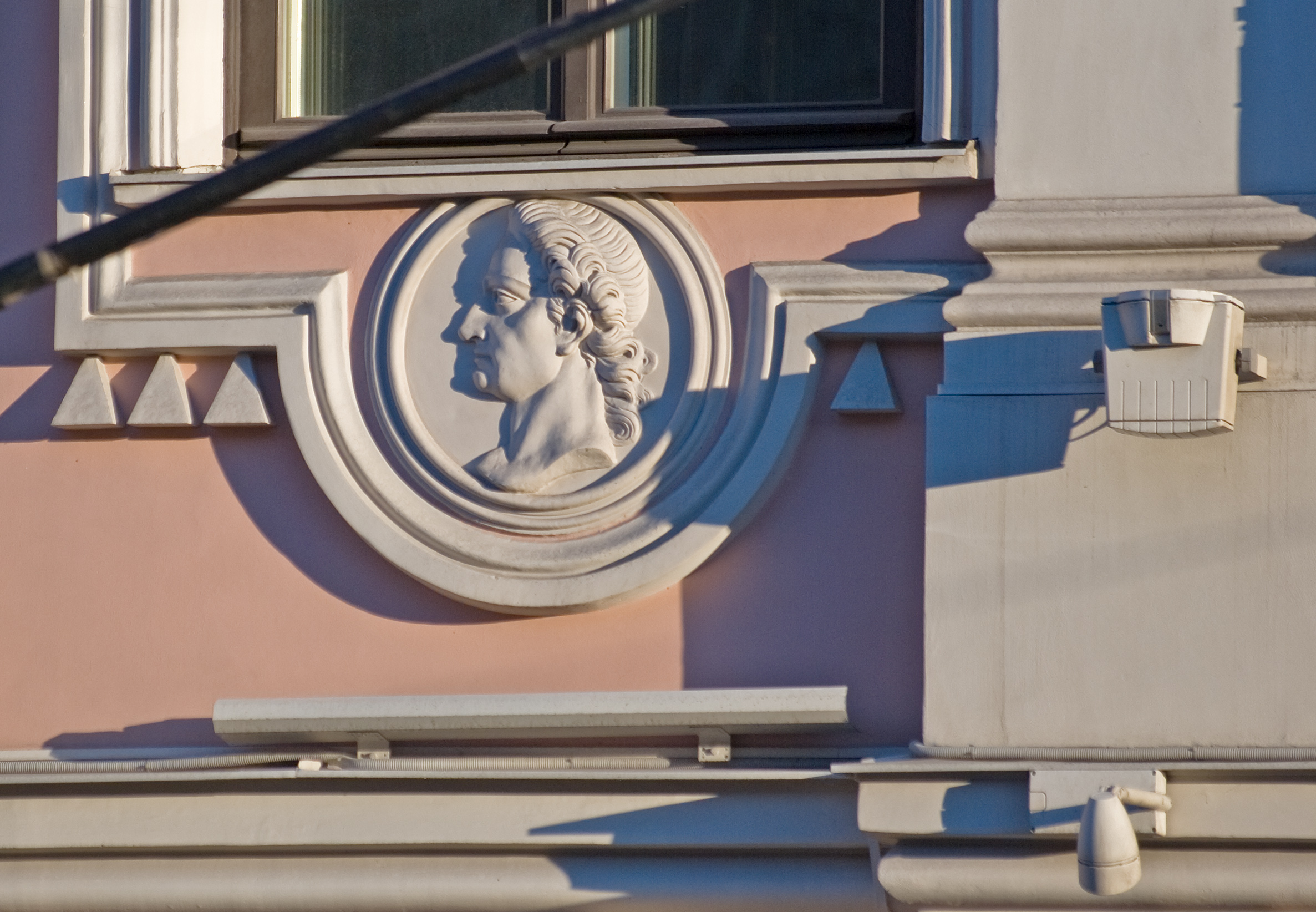
Медальон с мужским профилем на фасаде Строгановского дворца в Санкт-Петербурге

Элемент украшения — изображение (орнаментальная композиция, лепной или резной рельеф, роспись, мозаика, надпись) в овальном или круглом обрамлении. Может также быть деталью украшения мебели. Медальоны широко применяли при декорировании стен зданий тимуридского ренессанса и мебели стиля барокко.
В XX веке оформление медальонами на исторические темы широко практиковалось в интерьерах станций советского метрополитена, например: в Москве — «Новослободская», в Ленинграде — «Приморская», «Спортивная», «Технологический институт», в Киеве — «Вокзальная».